# Joe Kidd
Joe Kidd  es un wéstern estadounidense de 1972, dirigido por John Sturges y protagonizado por Clint Eastwood y Robert Duvall. La película trata sobre un ex cazarrecompensas contratado por un rico terrateniente llamado Frank Harlan para localizar al líder revolucionario mexicano Luis Chama, que lucha por la reforma de la tierra. Forma parte del género western revisionista.

## Sinopsis
En la ciudad de Sinola, en Nuevo México, a principios del siglo XX, Joe Kidd (Clint Eastwood), un ex cazarrecompensas descontento, está en la cárcel por cazar en tierras indígenas y alterar la paz. El bandido/revolucionario mexicano Luis Chama (John Saxon) ha organizado una revuelta campesina contra los terratenientes locales que están expulsando a los pobres de sus tierras ancestrales y asaltan el palacio de justicia de la ciudad.
Un grupo está formado por el rico terrateniente Frank Harlan (Robert Duvall) para capturar a Chama. Kidd está invitado a unirse, pero se niega. Harlan persiste y Kidd cede cuando se entera de que la banda de Chama ha asaltado su propio rancho y ha atacado a uno de los trabajadores allí. La pandilla está formada por numerosos hombres despiadados, algunos de ellos armados con rifles de nuevo estilo que tienen un alcance mucho mayor que los tipos anteriores.
La pandilla entra en un pueblo cerca del escondite de Chama y obliga a los aldeanos a entrar en la iglesia a punta de pistola. Amenazan con matar a cinco rehenes mexicanos a menos que Chama se rinda. Harlan ya no confía en Kidd y también lo arroja a la iglesia para evitar que ayude a Helen, una cautiva que, sin que Harlan lo sepa, también es la amada de Chama, y los otros rehenes mexicanos.
Kidd logra un atrevido escape. Salva a los rehenes al encontrar a Chama y sus asociados y obligarlos a cumplir sus deseos. Le dice a Harlan y a la pandilla que entregará a Chama al Sheriff Mitchell (Gregory Walcott) en la ciudad. La pandilla persigue a Kidd y su grupo, y se produce un tiroteo con los rifles de alta potencia. Cuando Kidd y Chama capturado llegan a la ciudad, descubren que Harlan ya está allí con el resto de los supervivientes de la pandilla, planeando matarlos a todos. Independientemente, Kidd tiene la intención de seguir adelante con su plan.
Para llegar a la cárcel, Kidd conduce un tren de vapor por el salón de la ciudad. Se produce un tiroteo entre Kidd y los hombres de Harlan. Kidd triunfa sobre los otros hombres y se las arregla para matar a Harlan en el juzgado escondiéndose en la silla del juez. Chama luego se rinde a Mitchell. Kidd golpea al sheriff (porque el sheriff lo había golpeado durante el arresto por caza furtiva), recoge sus cosas y se va de la ciudad con Helen.

## Reparto
- Clint Eastwood: Joe Kidd
- Robert Duvall: Frank Harlan
- John Saxon: Luis Chama
- Don Stroud: Lamarr Simms
- Stella García: Helen Sánchez
- James Wainwright: Olin Mingo
- Paul Koslo: Roy Gannon
- Gregory Walcott: Sheriff Bob Mitchell
- Dick Van Patten: Hotelero
- Lynne Marta: Elma
- John Carter: Juez
- Pepe Hern: El sacerdote
- Joaquín Martínez: Manolo

## Producción

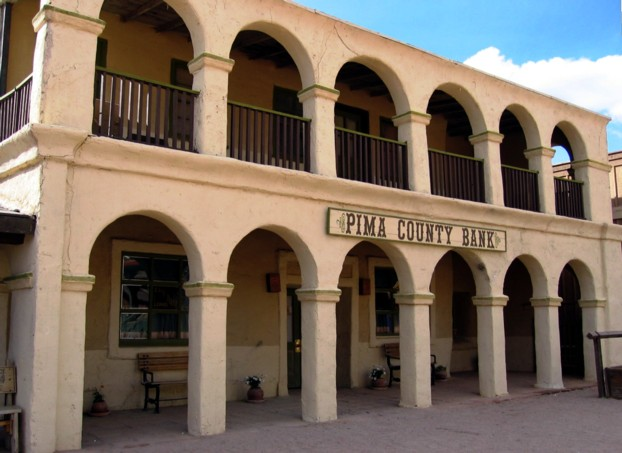
Old Tucson Studios

Eastwood decidió producir la película tras leer el guion de Jennings Lang y el novelista Elmore Leonard. 
El personaje de Luis Chama está inspirado en Reies Tijerina, conocido por irrumpir en un juzgado de Tierra Amarilla, Nuevo México en junio de 1967, tomando rehenes y exigiendo la devolución de sus tierras a los hispanos. 
Bajo la dirección de John Sturges el rodaje comenzó en Old Tucson Studios en 1971, donde por esa época también se estaba rodando otro western de John Huston sobre el famoso juez Roy Bean. Los exteriores también se rodaron cerca de June Lake. 
Eastwood estuvo enfermo durante el rodaje debido a una infección bronquial y tuvo ataques de ansiedad, lo que originó la falsa leyenda urbana de que le tiene fobia a los caballos. El productor Robert Daley dijo en broma durante el rodaje que estaría bien que una locomotora chocase contra el saloon, pero a todos les gustó la idea y la incluyeron en el guion.